# ادن (آیداهو)
ادن(به انگلیسی: Eden) شهری در شهرستان جروم ایالت آیداهو است که جمعیت آن در سرشماری سال ۲۰۱۰ میلادی ۴۰۵ نفر بوده است.